# كراندو (غرس تعلالين)
كراندو هي إحدى مشيخات المملكة المغربية، تتبع جغرافيا لإقليم ميدلت وإداريًا لغرس تعلالين. يقدر عدد سكانها بـ 3948 نسمة حسب الإحصاء الرسمي للسكان والسكنى لسنة 2004.